# Antimaterijalno kataliziran nuklearni pulsni pogon
Antimaterijalno kataliziran nuklearni pulsni pogon varijacija je nuklearnog pulsnog pogona zasnovanog na temelju ubrizgavanja antimaterije u masu nuklearnog goriva što normalno ne bi bilo korisno u pogonu. Antiprotoni koji se koriste da bi se započela reakcija su utrošeni, tako da je nepravilno govoriti o katalizaciji.
Tradicionalni nuklearni pulsni pogon ima sporednu posljedicu koja minimalnu veličinu mašine definira pomoću minimalne veličine nuklearnih bombi koje su upotrebljene da bi se stvorio potisak. S konvencionalnim tehnologijama nuklearni se eksplozivi mogu smanjiti do oko 1/100 kilotona (10 tona, 42 TJ, W54), ali daljnje je smanjivanje teško. Velika nuklearna eksplozivna punjenja zahtijevaju tešku strukturu za svemirske brodove, i veoma veliku (i tešku) sastavljenu potisnu ploču. Za male se nuklearne eksplozive vjeruje da se prestaju smanjivati u ukupnoj veličini i da zahtijevaju nuklearni fisijski materijal od oko 25 kilograma težine. Manje su pulsne jedinice vrlo skupe po jedinici energije koju isporuče, i mnogo su manje efikasnosti po masi u odnosu na velike jedinice.
Ubrizgavanjem male količine antimaterije u subkritičnu masu goriva (obično je to plutonij ili uranij) može se izazvati fisija goriva. Jedan antiproton ima jednak negativan električni naboj kao kod elektrona, i može biti uhvaćen na sličan način pomoću pozitivno naelektriziraneatomske jezgre. Početna konfiguracija nije stabilna i zrači energiju u obliku gama zraka. Kao posljedica toga, anti-proton se pomiče sve bliže i bliže prema jezgri, sve dok se ne dotaknu. Kada se antiproton i jezgra dotaknu, u tom momentu antiproton anihilira s protonom iz jezgre atoma. Ova reakcija oslobađa ogromnu količinu energije, od koje se jedan dio oslobađa kao gama zrake, a nešto energije preneseno je u obliku kinetičke energije prema jezgru, izazivajući eksploziju jezgre. Rezultirajući pljusak neutrona može da izazove kod okolnog goriva brzu fisiju ili čak nuklearnu fuziju.
Donja granica veličine uređaja određena je pomoću pitanja o rukovanju antiprotonima i pomoću zahtijeva za fisijsku reakciju, ali se koncept pomoću današnje tehnologije i infrastrukture čini izvedivim. Drugačiji od sistema tipa Orion, koji zahtijeva veliki broj nuklearnih eksplozivnih punjenja, ili mnogobrojnih pogona na antimateriju koji zahtijevaju izuzetno skupe količine antimaterije.
Podešavanje je izvođenja misije moguće. Efikasnost rakete jako je zavisna od količine radne mase koja se koristi, koja je u ovom slučaju nuklearno gorivo. Energija koja se oslobađa od dane mase fuzijskog goriva nekoliko je puta veća od one koja se oslobodi od iste mase fisijskog goriva. Misija zahtijeva kratke periode jakog potiska, kao što su potrebni kod interplanetarnih misija, čista mikrofisija može biti bolji izbor zato što smanjuje broj neophodnih elemenata u gorivu. Za misije s dužim periodima manjeg potiska, kao što su vanjski planetni letovi, najbolji izbor može biti kombinacija mikrofisije i fuzije zbog smanjenja ukupne mase goriva.
Koncept je razvilo Pennsylvanijsko državno sveučilište u SAD-u prije 1992. godine. Od tada, nekoliko je grupa u laboratorijima izučavalo motore na bazi antimaterijalno katalizirane mikrofisije ili antimaterijalno katalizirane mikrofuzije.
Antiprotonski inicirana fuzija postignuta je na Lawrence Livermore National Laboratory u SAD-u. U suprotnosti s velikom masom, kompleksnošću i kružnom energijom konvencionalnih pogona za unutrašnju konfiniranu fuziju, (ICF), anihilacija antiprotona nudi specifičnu energiju od 90 MJ po µg. U principu, antiprotonski pogon može osigurati apsolutno smanjenje u sistemu mase za napredni svemirski pogon pomoću unutrašnje konfinirane fuzije. Antiprotonski pogon unutrašnje konfinirane fuzije sumnjiv je koncept, rukovanje antiprotonima i njihovo neophodno precizno ubrizgavanje – privremeno i prostorno – predstavljat će značajan tehnički izazov. Pohranjivanje i rukovanje antiprotona niske energije, posebno u obliku antivodika, nauka je u svojim početcima i veliko povećanje proizvodnje antiprotona u odnosu na sadašnje metode proizvodnje bit će neophodno da bi se pokrenuli ozbiljni programi za takve upotrebe.